# Xe tăng hạng nhẹ M1
M1 là tên một loại xe tăng hạng nhẹ (light tank) được các sư đoàn kỵ binh Mỹ sử dụng trong những năm 1930.

## Lịch sử hoạt động
Theo khuôn khổ lệnh Kahn Act vào năm 1920, xe tăng được chế tạo để hỗ trợ các đơn vị bộ binh trong khi chiến đấu. Để các sư đoàn kỵ binh được trang bị các phương tiện chiến đấu bọc thép, các loại xe tăng được chế tạo theo kiểu siêu nhẹ. Dòng M1 chính thức đi vào hoạt động vào năm 1937. Vào năm 1940, M1 được đổi tên lại thành xe tăng hạng nhẹ M1A2.

## Biến thể
- M1-mẫu biến thể gốc. 89 chiếc được sản xuất.
- M1A1-mẫu tháp pháo hình bát giác mới thay cho kiểu tháp pháo D, tăng khoảng cách giữa các bánh bu-gi. 17 chiếc được sản xuất.
- M1A1E1-thay thế bằng động cơ mới Guiberson T-1020(sử dụng dầu diesel để chạy). 7 chiếc được sản xuất.
- M2-động cơ Guiberson(dùng dầu diesel) mới và bánh puli đệm tạo vệt được thêm vào. 34 chiếc được sản xuất.